# Willenhall
Willenhall – miasto w Wielkiej Brytanii, w Anglii, w hrabstwie West Midlands, w dystrykcie Walsall. W 2001 r. miasto to zamieszkiwało 40 000 osób.
W tym mieście ma swą siedzibę klub piłkarski – Willenhall Town F.C.

## Miasta partnerskie
- Drancy